# Beauty & the Beast (telessérie de 2012)
Beauty & the Beast (Brasil: A Bela e a Fera / Portugal: A Bela e o Monstro) é uma série americana de ficção científica, romance e suspense, produzida pela The CW e levemente inspirada na série homônima de 1987 da CBS.
A série estreou originalmente em 2012, às 21 horas do dia 11 de outubro na The CW. No Brasil estreou em 12 de novembro, às 22 horas no canal Universal Channel. Em Portugal estreou em 29 de outubro, às 21 horas no canal TVSéries.
A segunda temporada estreou em 07 de outubro de 2013 nos EUA. Em Portugal estreou em 21 de outubro e no Brasil em 18 de novembro. Em 17 de março de 2014, entrou em hiato, retornando somente em 02 de junho para o que estava sendo informalmente chamado de "temporada de verão", no entanto, tratava-se apenas da exibição dos episódios remanescentes da segunda temporada.
No dia 08 de março de 2014, a The CW anunciou a renovação da série para uma terceira temporada, que estreará em 21 de maio de 2015 nos EUA. No dia 13 de fevereiro de 2015, junto com o anúncio da data de estreia da terceira temporada, foi anunciada a renovação da série para uma quarta temporada, antes mesmo da terceira sequer ter ido ao ar.

## Sinopse
Trata-se de uma releitura da história e dos personagens da série de 1987, também produzida como uma adaptação moderna do conto de fadas A Bela e a Fera. Além da profissão de Catherine que originalmente era uma advogada, a nova produção destaca-se por mostrar um rosto humano da “fera”, ao invés de um personagem com a aparência de um animal.
Catherine Chandler é uma detetive focada, inteligente e bem treinada para resolver crimes juntamente com sua parceira, Tess Vargas. Nove anos atrás em sua adolescência, ela e sua mãe foram atacadas no meio de uma deserta rua escura por dois homens armados. Cat conseguiu fugir e ser salva por alguém ou alguma coisa, mas infelizmente sua mãe não teve a mesma sorte. O caso foi fechado e ninguém acreditou em Cat, que afirmou ser salva por uma besta humana e não um animal.
Quando Vincent Keller é o suspeito em um de seus casos, ela descobre que ele é um doutor e soldado sobrevivente de uma experiência militar, dado como morto quando servia no Afeganistão. No entanto, sua maior surpresa é o fato dele ser o seu antigo benfeitor. Vincent vive escondido para proteger um segredo, algo que o fez ficar longe da sociedade por 10 anos: quando está com raiva, ele se torna uma fera assustadora, incapaz de controlar sua força e sentidos aguçados.
A bela promete guardar o segredo da fera, mas em troca pede sua ajuda na investigação do assassinato de sua mãe, ela se sente culpada pela morte da mãe, que a seu pedido foi busca-la no trabalho. A química dos dois os aproxima cada vez mais de maneira irresistível e perigosa. No cotidiano, ambos combatem o crime, cada um à sua maneira.

## Elenco
| Ator               | Personagem         | Temporada       | Temporada       | Temporada       | Temporada       |
| Ator               | Personagem         | 1               | 2               | 3               | 4               |
| ------------------ | ------------------ | --------------- | --------------- | --------------- | --------------- |
| Kristin Kreuk      | Catherine Chandler | Principal       | Principal       | Principal       | Principal       |
| Jay Ryan           | Vincent Keller     | Principal       | Principal       | Principal       | Principal       |
| Austin Basis       | J.T. Forbes        | Principal       | Principal       | Principal       | Principal       |
| Nina Lisandrello   | Tess Vargas        | Principal       | Principal       | Principal       | Principal       |
| Brian White        | Joe Bishop         | Principal       | Does not appear | Does not appear | Does not appear |
| Max Brown          | Evan Marks         | Principal       | Does not appear | Does not appear | Participação    |
| Sendhil Ramamurthy | Gabriel Lowen      | Principal       | Principal       | Does not appear | Does not appear |
| Amber Skye Noyes   | Tori Windsor       | Does not appear | Principal       | Does not appear | Does not appear |
| Nicole Anderson    | Heather Chandler   | Recorrente      | Recorrente      | Principal       | Principal       |
| Michael Roark      | Kyle Johnson       | Does not appear | Does not appear | Does not appear | Principal       |

## Temporadas
| Temporadas | Temporadas | Episódios | Exibido nos EUA       | Exibido nos EUA       |
| Temporadas | Temporadas | Episódios | Início de Temporada   | Final de Temporada    |
| ---------- | ---------- | --------- | --------------------- | --------------------- |
|            | 1          | 22        | 11 de outubro de 2012 | 16 de maio de 2013    |
|            | 2          | 22        | 7 de outubro de 2013  | 7 de julho de 2014    |
|            | 3          | 13        | 11 de junho de 2015   | 3 de setembro de 2015 |
|            | 4          | 13        | 2 de junho de 2016    | 25 de agosto de 2016  |

## Desenvolvimento
The CW começou a desenvolver a série oficialmente em Setembro de 2011. O projeto foi descrito como "uma história romântica moderna com um twist procedural", diferentemente da série original que era um drama romântico com elementos de suspense e mistério. A série é o primeiro projeto que o novo presidente da rede, Mark Pedowitz, desenvolveu após ingressar em seu novo cargo.

### Produção
A rede The CW encomendou um piloto da série em janeiro de 2012. Em menos de 3 meses foi dado início às filmagens que aconteceram em Toronto, Canadá entre 22 de março de 2 de abril. Já em 11 de maio, a The CW deu sinal verde para a produção da série, e a mesma foi programada para estrear durante a temporada televisiva americana de 2012-13. As filmagens da primeira temporada foram retomadas em 27 de julho em Toronto, sendo que o episódio de número 13 foi concluído em 21 de dezembro de 2012.
Em 9 de novembro de 2012, uma temporada completa de 22 episódios foi encomendada. Em 26 de abril de 2013, Beauty & the Beast foi renovada para uma segunda temporada. A estréia aconteceu em 07 de outubro do mesmo ano e mais 22 episódios foram produzidos exibidos. Em 8 de maio de 2014, a série foi novamente renovada para uma terceira temporada.

### Equipe
| Autores | Diretores |
| --- | --- |
| Sherri Cooper-Landsman, Jennifer Levin, Roger Grant, Blair Singer, Kelly Souders, Brian Wayne Peterson, Brad Kern, John A. Norris, Eric Tuchman, Allison Moore, Emily Silver, Wendy Straker Hauser, Holly Henderson, Don Whitehead, Jeff Rake, Brian Studler, Pamela Sue Anton, Melissa Glenn, Rupa Magge | Rick Bota, Stuart Gillard, Steven A. Adelson, Morris Claiborne, Mairzee Almas, Bradley Walsh, Fred Gerber, Kevin Fair, Mike Rohl, Gary Fleder, Paul Fox, P.J. Pesce, Paul A. Kaufman, Scott Peters, Jeff Renfroe, Michael Robison, Lee Rose, Rick Rosenthal, Bobby Roth, Norma Bailey, Grant Harvey, Allan Kroeker, Sudz Sutherland |

### Escalação de Atores
Kristin Kreuk foi escalada como o papel de Catherine Chandler (a bela) em 16 de fevereiro de 2012, com Jay Ryan escalado para o papel de Vincent Keller (a fera) em 2 de março de 2012 (O personagem foi primeiramente batizado como Vincent Koslow. Embora na série original, Vincent não tinha sobrenome).

## Transmissão
A TVGN transmitiu os primeiros quatro episódios da segunda temporada do programa de volta a partir de 11 de maio de 2014. Esta foi a primeira transmissão em estilo de sindicalização do programa nos Estados Unidos. As quatro primeiras temporadas também foram liberadas para transmitir no Netflix em algumas regiões e no iTunes.
| País                                        | Rede(s)                    | Estréia                 |
| ------------------------------------------- | -------------------------- | ----------------------- |
| Estados Unidos                              | The CW                     | 11 de outubro de 2012   |
| Canadá                                      | Showcase                   | 11 de outubro de 2012   |
| Canadá Região de Quebec (Francês canadense) | Ztélé                      | 10 de fevereiro de 2014 |
| Reino Unido                                 | Watch                      | 16 de janeiro de 2013   |
| Austrália                                   | Network Ten                | 22 de maio de 2013      |
| Portugal                                    | TVSéries                   | 29 de outubro de 2012   |
| Suécia                                      | Sjuan                      | 1 de novembro de 2012   |
| França                                      | W9                         | 22 de dezembro de 2013  |
| Brasil                                      | Universal Channel (Brasil) | 12 de novembro de 2012  |
| Filipinas                                   | ETC                        | 16 de outubro de 2012   |
| Bulgária                                    | FOX                        | 6 de dezembro de 2012   |
| Argentina                                   | Universal Channel          | 14 de novembro de 2012  |
| México                                      | Universal Channel          | 14 de novembro de 2012  |
| Paraguai                                    | Universal Channel          | 14 de novembro de 2012  |
| Peru                                        | Universal Channel          | 14 de novembro de 2012  |
| Grécia                                      | FOX                        | 15 de janeiro de 2013   |
| Chipre                                      | FOX                        | 15 de janeiro de 2013   |
| Nova Zelândia                               | PRIME                      | 18 de janeiro de 2013   |
| Turquia                                     | Fox Life                   | 30 de novembro de 2012  |
| Noruega                                     | TV2 Bliss                  | 24 de fevereiro de 2013 |
| Países Baixos                               | NET 5                      | 27 de fevereiro de 2013 |
| Israel                                      | Yes Action                 | 3 de março de 2013      |
| Índia                                       | Big CBS Love               | 25 de março de 2013     |
| Espanha                                     | Cuatro                     | 15 de Julho de 2013     |
| África do Sul                               | M-Net                      | 30 de março de 2013     |
| Itália                                      | Rai Due                    | 29 de maio de 2013      |
| Hungria                                     | Super TV2                  | 2 de junho de 2013      |
| Turquia                                     | Fox Life                   | 15 de novembro de 2012  |
| Polónia                                     | AXN Spin                   | 24 de junho de 2013     |
| Alemanha                                    | kabel eins                 | 7 de fevereiro de 2014  |
| Panamá                                      | TVMax                      | 24 de julho de 2014     |
| Eslováquia                                  | TV Doma                    | 28 de Março de 2014     |
| Panamá                                      | TVMax                      | 24 de Julho de 2014     |
| Finlândia                                   | Hero                       | 27 de Novembro de 2014  |

## Produtos licenciados

### Romances
Uma série em livro do gênero romance, escrita por Nancy Holder e publicada através da Titan Books, foi lançada. O primeiro da série, Beauty & the Beast: Vendetta foi publicado em 25 de novembro de 2014. Beauty & The Beast: Some Gave All, o segundo dos romances foi publicado em 31 de março de 2015; e o terceiro romance foi lançado em 31 de maio de 2016 sob o título Beauty & the Beast: Fire at Sea.

## Lançamentos em Home video
| Título                                   | Ficha técnica | DVD Datas de lançamento | DVD Datas de lançamento | DVD Datas de lançamento | Extras |
| Título                                   | Ficha técnica | Região 1                | Região 2                | Região 4                | Extras |
| ---------------------------------------- | --- | ----------------------- | ----------------------- | ----------------------- | --- |
| Beauty & the Beast: A Primeira Temporada | - Discos: 6 - Episódios: 22 - Áudio: Inglês (5.1 Dolby Digital e 2.0 Digital Surround) - Legendas: Inglês SDH, Português e Espanhol - Formato de tela: 1.85 Widescreen Anamórfico (16:9) - Duração: 923 minutos | 1 de outubro de 2013    | 10 de março de 2014     | 7 de janeiro de 2014    | - Temporada Revisitada: O Início - Vestindo a Bela - Criando a Fera - Cenas Deletadas - Erros de Gravação - Comentários no episódio "Pilot"                            |
| Beauty & the Beast: A Segunda Temporada  | - Discos: 6 - Episódios: 22 - Áudio: Inglês (5.1 Dolby Digital e 2.0 Digital Surround) - Legendas: Inglês SDH, Português e Espanhol - Formato de tela: 1.85 Widescreen Anamórfico (16:9) - Duração: 923 minutos | 19 de maio de 2015      | 9 de março de 2015      | abril de 2015           | - Temporada Revisitada: A Fera está de volta - Do Script para a Tela: Criando um Episódio - Tour do Set: O Clube dos Cavalheiros - Cenas Deletadas - Erros de Gravação |